# Baniana quadrimaculata
Baniana quadrimaculata är en fjärilsart som beskrevs av Holland 1894. Baniana quadrimaculata ingår i släktet Baniana och familjen nattflyn. Inga underarter finns listade i Catalogue of Life.